# Кава з молоком
Кава з молоком (фр. café au lait) — французький гарячий кавовий напій, виготовлений шляхом змішування порції кави з гарячим молоком.

## Назва і приготування
Назва і процес приготування цієї різновиди кави розрізняється в різних країнах.

### Європа

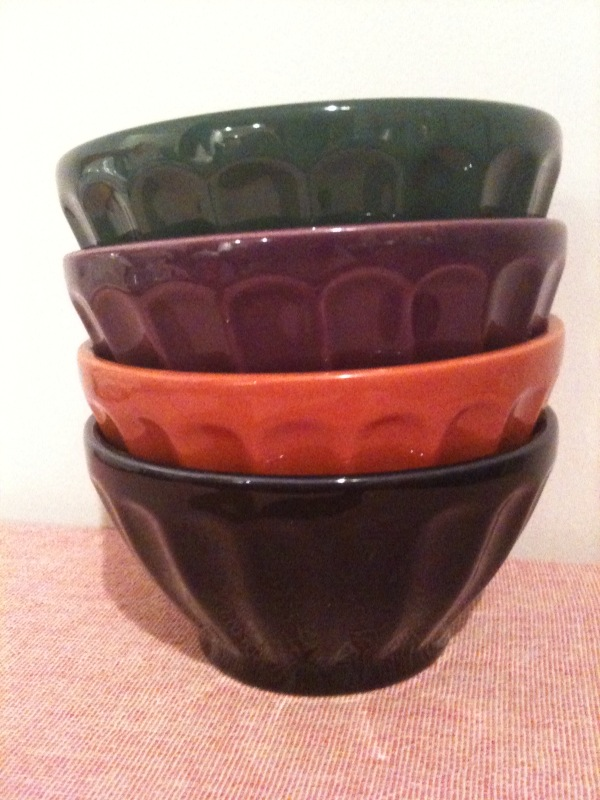
Чаші, використовувані у Франції для подавання кави з молоком

В європейських країнах кава з молоком відома під різними назвами: «café con leche» в Іспанії, «kawa biała» (з пол. — «біла кава») в Польщі, «Milchkaffee» (з нім. — «молочна кава») у Німеччині, «koffie verkeerd» (з нід. — «неправильна кава») в Нідерландах. В Північній Європі найбільш поширена французька назва напою — «café au lait».
На своїй батьківщині напій виготовляється з чорної кави і заздалегідь підігрітого молока. Після популяризації еспресо-машин в 1940-х роках для приготування кави з молоком частіше використовується еспресо.
Кава з молоком подається на французький манер» (на відміну від італійського лате): у білій керамічній чашці або чаші (лате зазвичай подається у високому келисі). При цьому кава з молоком може бути виготовлена як на основі еспресо, так і чорної кави, у той час як лате виготовляється тільки з еспресо.

### Америка
У США кава з молоком готується на основі чорної кави, приготованої крапельним способом або у френч-пресі і нагрітої паром молока, що відрізняє його від лате, приготованого на основі еспресо. Кава з молоком здебільшого подається в чашці (за винятком деяких закладів, які подають цей напій в чаші на французький манер).
У Північній Америці кави з молоком відомий під французькою назвою — «café au lait». У той же час, деякі кав'ярні (такі, як Starbucks) подають його під назвою «місто» (англ. misto) і в прозорих скляних чашках.